# John Russell (aviron)
Pour les articles homonymes, voir John Russell et Russell.
John M. Russell, né le 3 août 1935 à Londres et mort le 22 janvier 2019, est un rameur d'aviron britannique.

## Carrière
John Russell remporte deux médailles de bronze aux Jeux de l'Empire britannique et du Commonwealth de 1962 à Perth, en quatre sans barreur et en huit.
John Russell participe aux Jeux olympiques d'été de 1964 à Tokyo et remporte la médaille d'argent avec le quatre sans barreur  britannique composé de William Barry, Hugh Wardell-Yerburgh et John James.